# Антс Лайкмаа
Антс Лайкмаа е естонски художник.

## Биография
Антс Лайкмаа е роден на 5 май 1866 във фермата Пайба, село Арасте, община Вигала, Естония като Ханс Лайпман. Той е 13-ото дете в бедно естонско семейство. Посещава училища във Велисе, Хаапсалу и Лихула. Майка му умира по време на детството му. Лайкмаа открива интереса си към рисуването рано. От 1891 до 1893 и през 1896/98 следва в Дюселдорфската художествена академия. От 1897 до 1899 работи в Дюселдорф. Свързан е с Дюселдорфската художествена школа.
През есента на 1899 г. се завръща в Талин. От 1900 до 1907 г. работи като художник в Талин и Хаапсалу. Проучвания го водят в Белгия, Франция, Австрия, Финландия и Нидерландия. През 1901 г. организира първата естонска изложба в Талин, а през 1906 г. следва първата изложба в Тарту. През 1903 г. открива ателие в Талин. През 1907 г. основава Естонската асоциация на изкуството (Eesti Kunstiselts).
През 1904 г. 38-годишният Лайкмаа среща голямата любов на живота си, 21-годишната Мари Хакер (Marie Hacker), която по-късно променя името си на Мари Ундер (Marie Under), една от най-известните поетеси за времето си. В същата година той рисува два нейни портрета, които са сред най-известните му картини. От 1907 до 1909 г. живее най-вече във Финландия. От 1909 до 1913 г. пътува до големите европейски градове на изкуството. От 1910 до 1912 г. живее на Капри и Тунис.
Между 1913 и 1931 г. работи като художник на свободна практика и учител по изобразително изкуство в Талин. Сред учениците му е младият Алфред Розенберг. През 1927 г. се ражда единствената му дъщеря Айно Мари (по-късно Ану Килпийо, починала през 1969 г.), дете от моделката му с прякор „Мику“. През 1932 г. Лайкмаа заживява във фермата си в село Кадарпику, близо до Таебла в окръг Ляяне, която включва парк с големина 7 хектара. Там той живее и твори до края на живота си. Антс Лайкмаа умира на 19 ноември 1942 г. в Кадарпику, където е и погребан. Лайкмаа остава неженен през целия си живот. Фермата му е превърната в музей за живота и творчеството му през 1960 г.

## Творчество
Антс Лайкмаа е известен най-вече с акварелите си. Той донася импресионизма в Естония и често рисува пейзажи. Портретите му на представители на интелектуалния и артистичния елит на Естония също са широко известни. Лайкмаа е и политически активен, най-вече посредством обучения за разпространение на естонското изкуство и е един от основателите на Естонския национален музей (Eesti Rahva Muuseum) в Тарту.

## Галерия
- Портрет на Мари Ундер (1904)
- Старият Айтсам (1904)
- Пейзаж от Капри (1910)
- Италианско момче (1911)
- Изглед от Капри (1911 – 1912)
- Стара ферма (1913)
- Портрет на Карл Роберт Якобсон (1920)
- Селма (1922)
- Портрет на Лидия Койдула (1924)
- Пейзаж от Таебла (1936)